# Wronów (Lublin)
Pour les articles homonymes, voir Wronów.
Wronów (prononciation : [ˈvrɔnuf]) est un village polonais de la gmina de Bełżyce dans le powiat de Lublin de la voïvodie de Lublin dans l'est de la Pologne.
Il se situe à environ 9 kilomètres à l'ouest de Bełżyce (siège de la gmina) et 31 kilomètres à l'ouest de Lublin (siège du powiat et capitale de la voïvodie).

## Histoire
De 1975 à 1998, le village est attaché administrativement à l'ancienne Voïvodie de Lublin.

Depuis 1999, il fait partie de la nouvelle voïvodie de Lublin.